# Tron: Moștenirea
Tron: Moștenirea (engleză Tron: Uprising) este un film științifico-fantastic din 2010 care a avut premiera pe 17 decembrie 2010 (SUA și Canada). Este o continuare a filmului din 1982 denumit Tron. Joseph Kosinski debutează ca regizor cu acest film. În rolurile principale au fost distribuiți Jeff Bridges, Garrett Hedlund, Bruce Boxleitner, Olivia Wilde, Michael Sheen și James Frain.Povestea urmează fiul adult al lui Flynn, Sam, care răspunde la un mesaj de la tatăl său pierdut de mult și este transportat într-o realitate virtuală numită „the Grid”, unde 
Sam, tatăl său, și algoritmul Quorra trebuie să oprească programul malefic Clu de la invadare lumea reală.
Interesul pentru a crea o continuare a lui Tron a apărut după ce filmul a adunat un cult în urma. După multe speculații, Walt Disney Pictures a început un efort concertat în 2005 pentru a concepe Tron: Legacy, cu angajarea lui Klugman și Sternthal ca scriitori. Kosinski a fost recrutat ca director doi ani mai târziu. Întrucât nu era optimist cu privire la abordarea Matrix-esque de la Disney a filmului, Kosinski a filmat un concept înalt, pe care l-a folosit pentru a conceptualiza universul lui Tron: Legacy și pentru a convinge studioul să redea filmul. Fotografia principală a avut loc în Vancouver peste 67 de zile, în cartierul central de afaceri al orașului. Majoritatea secvențelor au fost filmate în 3D și zece companii au fost implicate în activitatea extinsă de efecte vizuale. Cromarea și alte tehnici au fost utilizate pentru a permite mai multă libertate în crearea de efecte. Daft Punk a compus partitura muzicală, încorporând sunete orchestrale cu muzica lor de marcă electronică.
Tron: Moștenirea a avut premiera la Tokyo pe 30 noiembrie 2010 și a fost lansată teatral în America de Nord la 17 decembrie 2010(SUA și Canada). Disney a promovat cu intensitate filmul pe mai multe platforme media, inclusiv marfă, produse de larg consum, parcuri tematice și publicitate. La lansare, filmul a primit recenzii mixte de la criticii de film, care au lăudat efectele vizuale, designul producției și coloana sonoră, dar au criticat dezvoltarea personajului, performanța distribuției și povestea. Filmul a încasat 400 de milioane de dolari în timpul spectacolului său teatral la nivel mondial, ceea ce îl face un succes în box office. Filmul a fost nominalizat la Oscar pentru cea mai bună editare a sunetului la 83a premii Oscar, dar a pierdut în fața Inception.

## Intrigă
În 1989, la șapte ani de la evenimentele primului film, Kevin Flynn, care a fost recent promovat CEO al ENCOM International, dispare. Douăzeci de ani mai târziu, fiul său Sam, acum acționarul principal al ENCOM, nu prea interesează compania dincolo de a juca o față anuală în consiliul de administrație. În cea mai recentă cascadă, el lansează gratuit sistemul de operare semnătură al companiei online. Alan Bradley, un executiv ENCOM și vechiul prieten al lui Flynn, aplaudă în liniște acțiunea, crezând că cea mai nouă versiune este o încercare de a juca clienții și că lansarea timpurie este aliniată la idealurile lui Kevin Flynn de software liber și deschis. Sam scapă de clădirea ENCOM, parașutând de pe acoperiș, dar este arestat pe sol pentru că a fost încălcat.
Alan postează cauțiune pentru ca Sam să-l elibereze din custodia poliției și se întâlnește cu el pentru a discuta despre un mesaj ciudat de pager provenit de la arcada video închisă a lui Flynn. Sam investighează arcada și descoperă un subsol ascuns cu un computer și un laser mare, care îl digitalizează brusc și îl descarcă în Grid, o realitate virtuală creată de Flynn care există ca un sistem independent. Este rapid capturat și trimis la „Jocurile”, unde este forțat să lupte cu un program mascat pe nume Rinzler. Când Sam este rănit și sângerează, Rinzler își dă seama că Sam este uman, sau un „Utilizator” și îl duce înaintea lui Clu, programul de guvernare corupt al Gridului care seamănă cu un tânăr Kevin Flynn. Clu aproape îl omoară pe Sam într-un meci cu ciclul ușor, dar Sam este salvat de Quorra, un "ucenic" al lui Flynn, care îl transmite ascunzătorului tatălui său în afara teritoriului lui Clu.
Flynn îi dezvăluie lui Sam că lucra la crearea unui sistem informatic „perfect” și că îi numise pe Clu și Tron (un program de securitate creat de Alan) co-creatorii lor. În timpul acestei construcții, trio-ul a descoperit o specie de „algoritmi izomorfici” (ISO) care nu sunt concepute de Flynn, având potențialul de a rezolva diverse mistere în știință, religie și medicină. Clu, considerându-le o aberație, l-a trădat pe Flynn, l-a ucis pe Tron și a distrus ISO-urile. Între timp, „Portalul” care permite călătoriile între cele două lumi s-a închis, lăsând-o pe Flynn prinsă în sistem. După ce a câștigat controlul complet, Clu a trimis mesajul lui Alan pentru a-l atrage pe Sam pe grilă și pentru a redeschide Portalul pentru o perioadă limitată de timp. Întrucât „discul de identitate” al lui Flynn este cheia principală a Grilei și singurul mod de a traversa Portalul, Clu se așteaptă ca Sam să-l aducă pe Flynn pe Portal, astfel încât să poată lua discul lui Flynn, să parcurgă portalul însuși și să-și impună ideea de perfecțiune. pe lumea umană.
Spre dorințele tatălui său, Sam se întoarce pe teritoriul lui Clu, în vârful Quorra, pentru a găsi Zuse, un program care poate oferi un pasaj sigur pe Portal. La End of Line Club, proprietarul său Castor se dovedește a fi Zuse, apoi îl trădează pe Sam cu paznicii lui Clu. În lupta rezultată, Flynn își salvează fiul, dar Quorra este rănită și Zuse intră în posesia discului lui Flynn. Zuse încearcă să negocieze cu Clu pentru disc, dar Clu pur și simplu ia discul și distruge clubul împreună cu Zuse. Flynn și Sam se îndepărtează la bordul unui program de transport „sailer solar”, unde Flynn îl restabilește pe Quorra și o dezvăluie că este ultima ISO supraviețuitoare.
Transportul este interceptat de nava de război a lui Clu; ca diversiune, Quorra își permite să fie capturată de Rinzler, pe care Flynn îl recunoaște ca Tron, reprogramat de Clu. Sam recuperează discul lui Flynn și îl salvează pe Quorra, în timp ce Flynn preia controlul unui Fighter Light pe puntea de zbor. Clu, Rinzler și mai mulți paznici urmăresc trio-ul în Light Jets. După ce a luat legătura cu Flynn, Rinzler își amintește trecutul său și se ciocnește în mod deliberat cu Jetul ușor al lui Clu, dar Clu folosește bagheta de rezervă a lui Tron pentru a scăpa în timp ce Tron cade în Marea Simulare de mai jos. Clu se confruntă cu ceilalți de la Portal, unde Flynn se reintegrează cu duplicatul său digital, distrugându-l pe Clu împreună cu el însuși. Quorra, schimbând discurile cu Flynn, îi dă lui Flynn discul lui Sam și aceștia evadează împreună în lumea reală, rematerializându-se. În arcada lui Flynn, Sam face backup și dezactivează sistemul. Apoi găsește un Alan care îl așteaptă și îi spune că intenționează să preia controlul ENCOM, numindu-l pe Alan președinte al consiliului. El pleacă cu motocicleta cu Quorra, iar ea este martorul primului ei răsărit adevărat.

## Distribuție
Garrett Hedlund în calitate de Samuel "Sam" Flynn, un acționar principal al ENCOM care, în timp ce investighează dispariția tatălui său, este transportat pe Grid însuși. Hedlund a 
câștigat un „proces de turnare darwinian”, care a testat sute de actori, fiind ales pentru „combinația unică de inteligență, spirit, umor, aspect și fizicitate” pe care producătorii le căutau în fiul lui Flynn. Actorul s-a antrenat din greu pentru a-și face propriile cascadorii, care au inclus saltul peste mașini și o muncă copioasă de sârmă și harnașament.
Owen cel mai bun ca tânăr Sam Flynn.
Jeff Bridges în rolul lui Kevin Flynn, fostul CEO al ENCOM International și creatorul popularului joc arcade Tron, bazat pe propriile experiențe în realitatea virtuală a ENCOM, care a dispărut în 1989 în timp ce dezvolta „o frontieră digitală care va remodela condiția umană”.
De asemenea, Bridge ilustrează Clu (Codified Likeness Utility), o încarnare mai avansată a programului original de hacking al lui Flynn, conceput ca un „duplicat exact al lui însuși” în cadrul Grilei, prin machiaj digital și voiceover, în timp ce John Reardon îl înfățișează fizic pe Clu.
Olivia Wilde ca Quorra, un „algoritm izomorf”, adept al războinicului, și confident al lui Kevin Flynn în grilă. Flynn se referă la ea ca la „ucenicul” său și i-a transmis volume de informații cu privire la lumea din afara Grilei, pe care dorește să o experimenteze. I se arată că iubește literatura umană, în special scrierile lui Jules Verne, și joacă Go with Flynn. Ea comentează că „stilul ei agresiv” este de obicei zădărnicit de răbdarea lui Flynn. Wilde descrie Quorra ca fiind similară cu Joan of Arc. [10] [11] [12] Coafura ei a fost influențată de cântăreața Karen O. Wilde a adăugat că, deși "[Quorra] ar fi putut fi doar o altă tentantă slinky, vampy", a fost important pentru ea să apeleze atât la bărbați, cât și la femei, și acest personaj a încercat să evite tipic de sex feminin conduce prin a avea o naivitate și o inocență copilărească adecvată pentru un astfel de „organism în evoluție și învățare”. Scenele de acțiune ale lui Quorra l-au determinat pe Wilde să lucreze și să se antreneze în arte marțiale.
Bruce Boxleitner în calitate de Alan Bradley, consultant executiv pentru ENCOM, și prieten apropiat al lui Kevin Flynn care, după ce a primit o pagină criptică din biroul de la Arcada Flynn închisă, îl încurajează pe Sam să-și investigheze originea.
Boxleitner prezintă, de asemenea, Tron / Rinzler, un program de securitate dezvoltat inițial de Bradley pentru a monitoriza Master Control Programul ENCOM și mai apoi reasignat de Flynn pentru a apăra Grila. El a fost copleșit și reproșat de Clu ca un program de comandă mascat, care purta un disc de identitate care se împarte în două, în secvențe flashback, prin același tratament cu cel mai tânăr al lui Bridges pentru Clu. Anis Cheurfa, un actor cascador, l-a înfățișat pe Rinzler, în timp ce Boxleitner a oferit dialogul. Rinzler este numit după autor și Lucasfilm Director executiv J.W. Rinzler.
Michael Sheen ca Zuse / Castor, un program supermodel flamant care conduce Clubul End of Line în vârful celui mai înalt turn din sistem.Sheen descrie performanța sa ca conținând elemente ale unor interpreți precum David Bowie, Joel Gray de la Cabaret și un pic de Frank-N-Furter de la The Rocky Horror Show.
James Frain în rolul lui Jarvis, un program de administrare care servește ca omul din dreapta lui Clu și ofițerul de informații șef. Frain a trebuit să-și radă capul, să-și albească sprâncenele albe și să poarte machiaj. Refracția de pe casca lui Jarvis l-a determinat pe Frain să se plimbe într-un „ușor înfiorător, oarbă”, pe care actorul a simțit-o de folos pentru a-l intra în personaj. Frain l-a descris pe Jarvis drept „un personaj distractiv, comic, care este puțin înfruntat”, considerându-l „mai uman, din punct de vedere al căderii și absurdului” în comparație cu zanierul Castor.
Beau Garrett apare ca Gem, unul dintre cele patru programe cunoscute sub numele de Sirens. Sirenele operează armăria de joc a Grilei, echipând combatanții cu armura necesară pentru a concura la jocuri, raportând și la Castor. [Jeffrey Nordling are rolul lui Richard Mackey, președintele comitetului executiv al ENCOM, și Cillian Murphy fac o apariție necreditată ca Edward Dillinger, Jr., șeful echipei de design software ENCOM și fiul fostului executiv principal ENCOM, Ed Dillinger înfățișat de David Warner în filmul original.Serinda Swan, Yaya DaCosta și Elizabeth Mathis apar și ca Sirene.Daft Punk, care a compus partitura pentru film, a venit ca programe de jockey de discuri la Castor End of Line Club, iar creatorul Tron, Steven Lisberger, apare ca Shaddix, un barman în End of Line Club.

## Recepție critică
Site-ul agregatorului de opinie Rotten Tomatoes a raportat că 51% dintre comentatori au dat filmului o recenzie pozitivă, bazată pe 239 de recenzii. Cu un scor mediu de 5,88 / 10, consensul site-ului a declarat: „Tron: Legacy se mândrește cu imagini orbitoare, dar personajele și povestea umană se pierd în mijlocul designului său de producție de ultimă generație.” La Metacritic, care atribuie un rating normalizat din 100 pe baza recenziilor de la critici de masă, Tron: Legacy a primit o medie de 49 de evaluări, pe baza a 40 de recenzii.
Efectele vizuale au fost citate ca punct central al filmului. În recenzia sa de trei stele, Roger Ebert, din Chicago Sun-Times, a considerat că mediul este plăcut din punct de vedere estetic și a adăugat că scorul său afișează o "forță electronică" care completează imaginile.Cronicarul Peter Travers de la Rolling Stone a făcut ecou în aceste sentimente, ajungând la concluzia că efectele au fost „premiate”. J. Hoberman, de la The Village Voice, a menționat că, în timp ce a fost amplificat intens, Tron: Legacy a păstrat imaginile simplificate care au fost văzute. în predecesorul său, în timp ce Peter DeBarge de Variety a afirmat că imaginile și scorul „de ultimă oră” însoțit au făcut pentru o „călătorie virtuală uimitoare” Pentru Nick de Semlyen din Empire, „Acesta este un film uluitor luciu de înaltă calitate, fuzionat cu o coloană sonoră Daft Punk zbuciumată, populată cu sirene elegante și cizelări cizelate, lăudând peisaje electroluminescente pentru a face să plângă jucătorii Blu-ray. "Unii critici nu au fost la fel de impresionați de efectele speciale ale filmului. Manohla Dargis de la The New York Times a apreciat că, în ciuda notabilității sale ocazionale, „culorile calidoscopice vibrante ale filmului care au dat primului film pumnul său vizual au fost înlocuite cu o paletă monotonă de negru și albastru sticloase și rafale de soare de portocaliu și galben.”Deși a declarat că Tron: Moștenirea a fost „răspândită”, Amy Biancolli de la San Francisco Chronicle a afirmat că efectele speciale au fost „spectaculoase” - chiar dacă înșelăciune.Joe Morgenstern, un cronicar pentru The Wall Street Journal, a denunțat accentul producătorilor pe progresele tehnologice, pe care a considerat că ar fi putut fi folosite pentru alte mijloace, cum ar fi drama.Pentru Kyle Smith din New York Post, au existat multe momente în care „și-a vărsat [echilibrul] obișnuit flegmatic și [...] s-a gândit: Hei, acest lucru este cu adevărat interesant!" 
Spectacolele diverșilor membri ai distribuției au fost menționate frecvent în critici. Portretizarea lui Michael Sheen despre Castor a fost deosebit de apreciată de comentatori, care - din cauza flăcării sale - au atras paralele cu cantautorul englez David Bowie, precum și personaje fictive precum A Clockwork Alex portocaliu personaj Alex. Dargis, Debruge, Puig și Carrie Rickey de la The Philadelphia Inquirer au fost printre jurnaliști pentru a-și lăuda actoria: Dargis a atribuit performanța excepțională a lui Sheen unei distribuții aparent „neinteresante” .Pentru criticul de film Gary Thompson, Philadelphia Daily News, filmul a devenit plin de umor cu scenele care implică Castor. Criticul de la Star Tribune, Colin Covert, a crezut că anticii militari ai lui Sheen sunt elementele „prea sumare” ale lui Tron: Legacy. Cu alți membri ai distribuției - în special Garrett Hedlund, Olivia Wilde și Jeff Bridges - comentariile reflectau atitudini diverse. Filmul a primit „un mic impuls de la” Wilde, potrivit lui Rickey. Wesley Morris de la Globul din Boston l-a numit pe Hedlund un „știft de dud”; „Nimic din ceea ce vede nu impresionează”, a elaborat el. "Sentimentul este reciproc. La un pret presupus de 200 de milioane de dolari, acesta este un oarecare căscat. Dacă nu poate fi încântat, de ce ar trebui să facem?"Pentru comentatorul de salon Andrew O'Hehir, chiar Bridges - o persoană pe care o considera ca fiind „unul dintre cei mai iubiți și distincți” actori ai Americii - a fost „ciudat și complicat”, mai degrabă decât a fi portretarul „sentimental și atrăgător” din Tronul original.
Criticile au fost împărțite cu dezvoltarea personajelor și poveștile din Tron: Legacy. Scriind pentru The New Yorker, Bruce Jones a comentat că publicul nu a făcut legătura cu personajele, deoarece le lipsea emoția și substanța. „Disney ar putea căuta o bonă de merchandising cu această continuare a filmului continuu al filmului începător din 1982”, a remarcat Jones, „dar cineva din birourile corporative a uitat să adauge vreun interes uman scriptului său de acțiune grea.”De asemenea , USA Today, jurnalista Claudia Puig a găsit Tron: Moștenirea de a rezona cu dialogul „nesensibil” și „lipsit de imaginație, chiar obositor” și că „cea mai mare parte a poveștii pur și simplu nu scanează.”După cum a rezumat Dana Stevens de la Slate, "Tron: Moștenirea este genul de blockbuster senzorial care are tendința de a mă dormi, modul în care bebelușii vor dormi pentru a bloca stimuli copleșitori. Mărturisesc că poate am amânat prin una sau două bătălii climatice doar pentru a fi trezit de un neon Frisbee de intrare. "Deși a proclamat complotul lui Tron: Legacy și predecesorul său pentru a fi spotty, Ian Buckwater din NPR a fost clamant pe ultimul film datorită naturii sale prietenoase pentru tineret. Spre deosebire de răspunsurile negative, Michelle Alexander din Eclipse a adorat complotul lui Tron: Legacy, o reacție care a fost paralelă de Rossiter Drake de la 7x7, care a scris că a fost „înflăcărată” de „conotațiul” ei uneori, dar totuși greu de rezistat. „poveste. Metro-Larushka Ivan-Zadeh s-a plâns de complotul subdezvoltat, spunând că „În 2010, problemele legate de natura imersivă a jocurilor și de puterea consumatoare a tehnologiei moderne sunt mai pertinente ca niciodată, așa că este frustrant scenariul nu face nimic cu ele.” Cu toate acestea, ea a recunoscut că „este cel mai bun flick 3D de când Avatar și o coloană sonoră super groovy de Daft Punk creează totuși un ceas nemaipomenit.

## Prezentare
La 25 de ani după dispariția specialistului în calculatoare Kevin Flynn, fiul său Sam Flynn încă îl mai caută. După ce o serie de indicii îl conduc pe acesta către o sală veche de jocuri a tatălui său, în cele din urmă ajunge într-o lume virtuală în care legea este făcută de programe violente iar oamenii sunt folosiți în cadrul unor serii de jocuri sadice.

## Actori
- Garrett Hedlund - Sam Flynn
- Jeff Bridges - Kevin Flynn/Clu 2.0
- Olivia Wilde - Quorra
- Michael Sheen - Castor
- Bruce Boxleitner - Alan Bradley
- James Frain - Jarvis